# Aperuit illis

Wappen des Papstes Franziskus

Aperuit illis ist, nach seinem Incipit, der Titel eines Apostolischen Schreibens in Form eines Motu proprio von Papst Franziskus. Es befasst sich mit der Einführung des Sonntags des Wortes Gottes als Themensonntag in das Kirchenjahr der römisch-katholischen Kirche. Der Papst erklärte den 3. Sonntag im Jahreskreis zum „Bibelsonntag“. Der Bibelsonntag wurde erstmals am 26. Januar 2020 begangen. Bereits zum Ende des Heiligen Jahres der Barmherzigkeit hatte Franziskus einen Sonntag der Bibel angeregt, dieses Dekret ist auch eine Reaktion auf mehrere Anfragen.

## Formalitäten
Das Dokument, in Form eines Motu prorio verfasst, beinhaltet 15 Artikel. Es wurde am 30. September 2019 veröffentlicht und erinnert an den Gedenktag des heiligen Hieronymus (342–419/20), der vor 1600 Jahren verstarb und als Erster die Bibel ins Lateinische übersetzte. Im Grundsatz basiert das Schreiben auf der Konstitution Dei verbum und dem Nachsynodalen Apostolischen Schreiben Verbum domini. Im Artikel 3 von „Aperuit illis“ erfolgt die kirchenrechtliche Anordnung zum „Sonntag des Wortes Gottes“ und zur Festlegung auf den 3. Sonntag im Jahreskreis. Dem Papsterlass zufolge soll bei den Gottesdiensten am „Wort-Gottes-Sonntag“ die Bibel feierlich inthronisiert werden. Ebenso könnten in der Messe neue Lektoren oder ähnliche Gemeindedienste vom Bischof ihre Beauftragung erhalten.

## Bedeutung und Stellenwert
Das Titelwort Aperuit illis bezieht sich auf das Evangelium nach Lukas (Lk 24,45 ), in dem es heißt: „Darauf öffnete er ihnen die Augen für das Verständnis der Schrift“, (lateinisch: „Tunc aperuit illis sensum ut intellegerent scripturas“.) Dieses geschah, nachdem der auferstandene Jesus Christus seinen Jüngern in Jerusalem (Lk 24,36-53 ) erschien und in den Himmel aufgenommen wurde. Mit der Auswahl dieser Bibelpassagen will der Papst die Rolle der Bibel im Leben christlicher Gemeinden stärken.

„Wichtig ist dem Papst der Gedanke, dass die Bibel für alle Christen gedacht ist. Es sollen sich also nicht nur die Priester damit beschäftigen, sondern auch die anderen Gläubigen. Die Bibel ist das Buch des Gottesvolkes, das im Hören auf die Schrift aus der Zerstreuung und Spaltung zur Einheit gelangt, so hat es der Papst ausgedrückt.“